# Alexander Kiellands plass
Der Alexander Kiellands plass (deutsch Alexander-Kielland-Platz) ist ein Platz und Park in der norwegischen Hauptstadt Oslo. Der Platz liegt im Stadtviertel Ila im Stadtteil Grünerløkka. Der Platz ist nach dem Autor Alexander Lange Kielland benannt.

## Lage
Der Park liegt etwas westlich des Flusses Akerselva im Stadtteil Grünerløkka. Er hat eine Keilform und wird nach Süden schmäler. Im Westen wird der Alexander Kiellands plass von der Uelands gate begrenzt, im Norden von der Waldemar Thranes gate. Die beiden Straßen treffen im Nordwesten des Parks aufeinander. Im Jahr 2013 wurde die ehemalige dortige Kreuzung durch einen Kreisverkehr ersetzt. An seiner kurzen Südgrenze sowie im Osten des Parks verläuft der Maridalsveien.

## Geschichte
Das Gebiet des heutigen Alexander Kiellands plass wurde ursprünglich Steinløkka genannt. Grund für den Namen war eine Steinhauerei, die im 19. Jahrhundert dort ansässig war. Im Jahr 1914 wurde der Platz nach dem Schriftsteller Alexander Lange Kielland in Alexander Kiellands plass umbenannt. Im Jahr 1918 wurde das Gebiet in einen Park mit einem Spielplatz umgewandelt.
Von 1999 bis 2001 wurde der Park nach einer längeren Verfallsperiode einer Neugestaltung unterzogen. Unter anderem wurden ein Springbrunnen sowie ein künstlicher Bach angelegt. Im Osten des Parks wurden Restaurants eröffnet, die zur neuen Popularität des Alexander Kiellands plass beitrugen. Mit der Zeit bildete sich zudem ein Künstlerviertel am Park heraus.

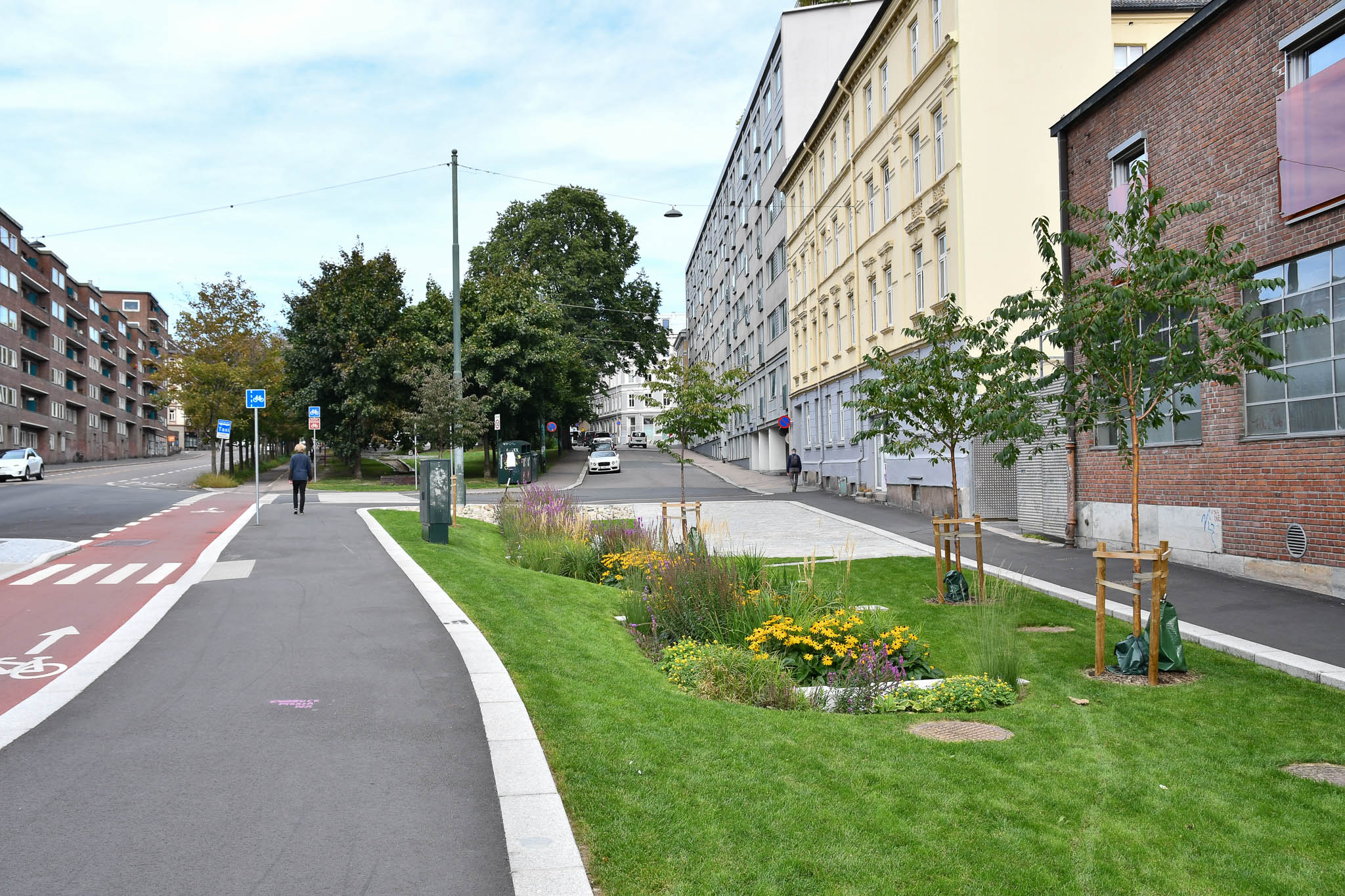
Südende des Parks mit der Uelands gate links und dem Maridalsveien rechts im Bild
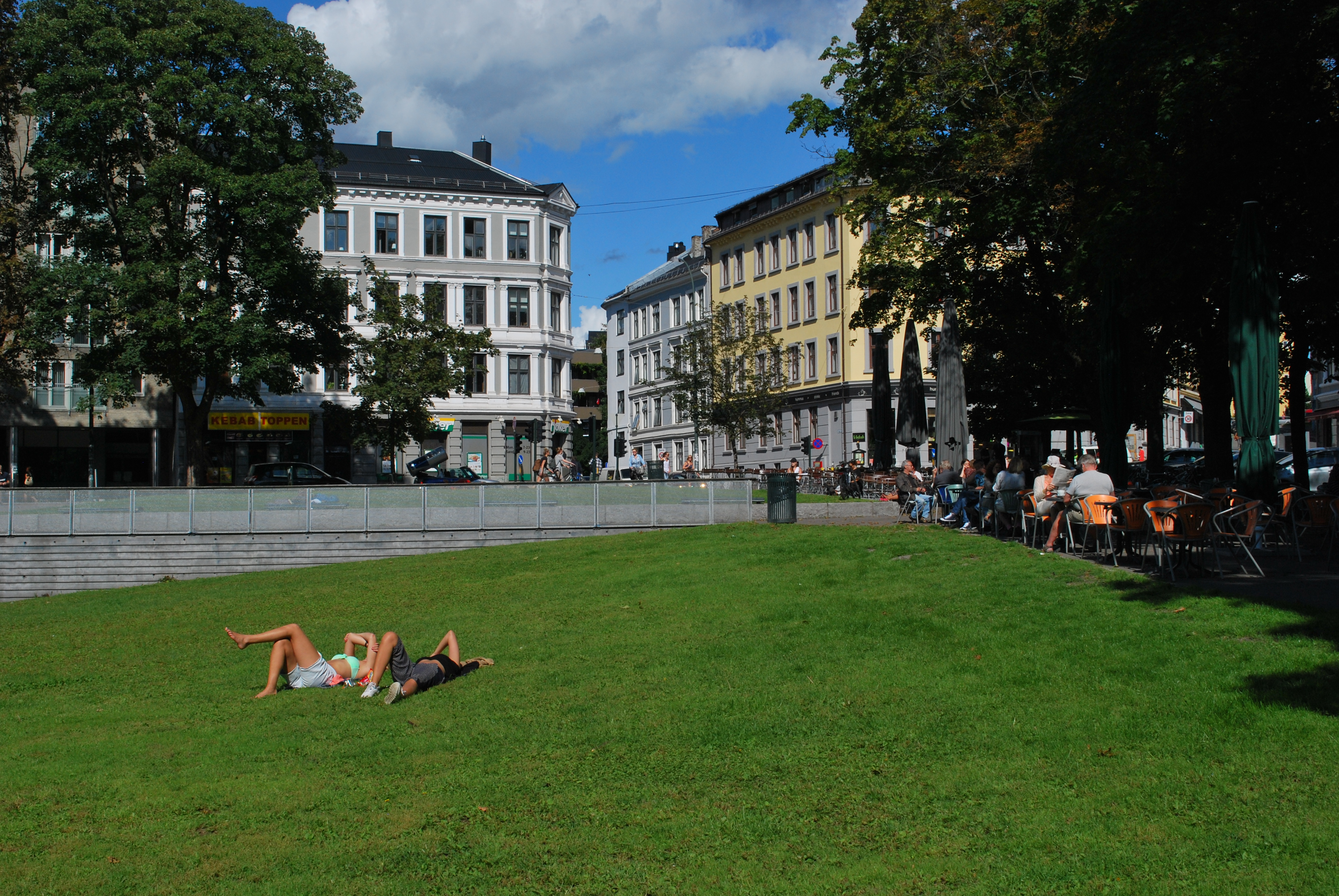
Nordende des Parks mit Restaurants rechts im Bild
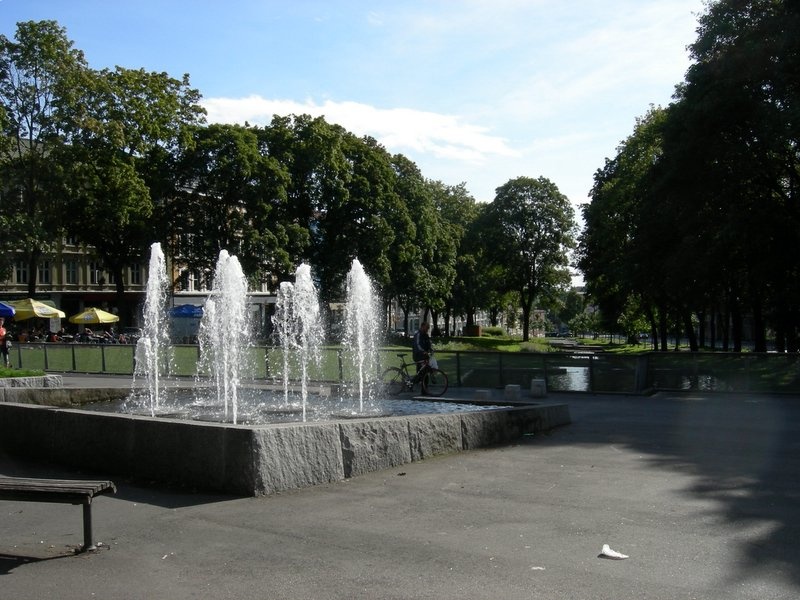
Springbrunnen im Norden des Parks

## Kultur
Der Liedermacher Lillebjørn Nilsen veröffentlichte im Jahr 1985 das Lied Alexander Kiellands plass.